# ГЕС Нівіль III
ГЕС Нівіль III (ісп. Nihuil III) — гідроелектростанція в центральній Аргентині в провінції Мендоса. Знаходячись між ГЕС Нівіль II (вище за течією) та ГЕС Нівіль IV, входить до складу каскаду на річці Атуель, правій притоці Десагуаде́ро, яка, своєю чергою, є лівою притокою Ріо-Колорадо, що впадає в Атлантичний океан за сотню кілометрів південніше від Баїя-Бланки.
У межах проєкту річку перекрили бетонною гравітаційною греблю Tierras Blancas висотою 37 м та довжиною 122 м, яка потребувала 30 тис. м3 матеріалу. Вона утримує дуже невелике водосховище (площа поверхні лише 0,09 км2 при об'ємі 0,65 млн м3), проте забезпечує відведення ресурсу до дериваційного тунелю довжиною 4,8 км, який прямує під правобережним гірським масивом.
Основне обладнання станції складають дві турбіни типу Френсіс потужністю по 26 МВт, які при напорі 75,8 м забезпечують виробництво 150 млн кВт·год електроенергії на рік.